# Bartłomiej (Waszczuk)
Bartłomiej, imię świeckie Wiktor Waszczuk (ur. 1 marca 1953 w Horodnie, zm. 15 września 2021) – ukraiński duchowny prawosławny, biskup Ukraińskiego Kościoła Prawosławnego Patriarchatu Moskiewskiego.

## Życiorys
Urodził się w rodzinie chłopskiej. W latach 1971–1973 odbywał służbę wojskową, zaś po jej ukończeniu pracował przez dwa lata jako ślusarz. W 1979 ukończył seminarium duchowne w Odessie, zaś w 1983 także Moskiewską Akademię Duchowną. Uzyskał tytuł kandydata nauk teologicznych. Jeszcze jako student, 16 października 1983, został wyświęcony na diakona, zaś dwa dni później – na kapłana. Został skierowany do pracy duszpasterskiej w parafii Przemienienia Pańskiego w Starej Wyżwie. W 1989 przeniesiony do parafii przy soborze Trójcy Świętej w Łucku i podniesiony do godności protojereja.
22 grudnia 1989 złożył wieczyste śluby zakonne, przyjmując imię zakonne Bartłomiej, zaś 18 stycznia roku następnego został archimandrytą. 24 lutego 1990 miała miejsce jego chirotonia na biskupa wołyńskiego i rówieńskiego. Już w kwietniu tego roku jego tytuł uległ zmianie na biskup wołyński i łucki, gdyż z terytorium eparchii wołyńskiej została wydzielona jako samodzielna eparchia rówieńska. Stolicą biskupią eparchii wołyńskiej stał się tym samym Łuck. Na tejże katedrze biskup Bartłomiej (Waszczuk) przebywał do 1992, gdy w związku z utratą seminarium duchownego i soboru Trójcy Świętej (przekazanych Ukraińskiemu Kościołowi Prawosławnemu Patriarchatu Kijowskiego) poprosił o przeniesienie do innej eparchii. Został wówczas skierowany na katedrę mikołajowską, zaś w czerwcu 1993 – na katedrę sumską i achtyrską. 27 lipca 1995 ponownie przeniesiony do Równego, jako biskup tejże eparchii. 23 listopada 1993 podniesiony do godności arcybiskupiej.
W 1992 opowiadał się za autokefalią Ukraińskiego Kościoła Prawosławnego, argumentując, iż zachowywanie związku między strukturami Kościoła na Ukrainie a Rosyjskim Kościołem Prawosławnym jest dla eparchii ukraińskich niekorzystne z uwagi na panującą na Ukrainie sytuację polityczną. Twierdził też, że większość wierzących Ukraińców popiera autokefalię.
W 2014 otrzymał godność metropolity.
14 listopada 2014 razem z metropolitą sarneńskim Anatolem podpisał memorandum przedstawicieli trzech Kościołów prawosławnych (Ukraińskiego Kościoła Prawosławnego Patriarchatu Moskiewskiego, Patriarchatu Kijowskiego oraz Ukraińskiego Autokefalicznego Kościoła Prawosławnego), Kościoła greckokatolickiego oraz delegatów władz obwodu rówieńskiego, zapowiadające utworzenie w regionie jednego lokalnego Kościoła prawosławnego i potępiające rosyjską agresję na Ukrainę. Pięć dni później hierarcha wycofał swoje poparcie dla memorandum, stwierdzając, że nie przyniosło ono poprawy sytuacji religijnej na Rówieńszczyźnie. Zarzucił duchownym Patriarchatu Kijowskiego stosowanie prowokacji i próby siłowego odbierania świątyń Ukraińskiego Kościoła Prawosławnego Patriarchatu Moskiewskiego.
Zmarł w 2021 r. Pochowany w rodzinnej miejscowości.